# Bossu
Pour les articles homonymes, voir Bossu (homonymie).
 (novembre 2014).

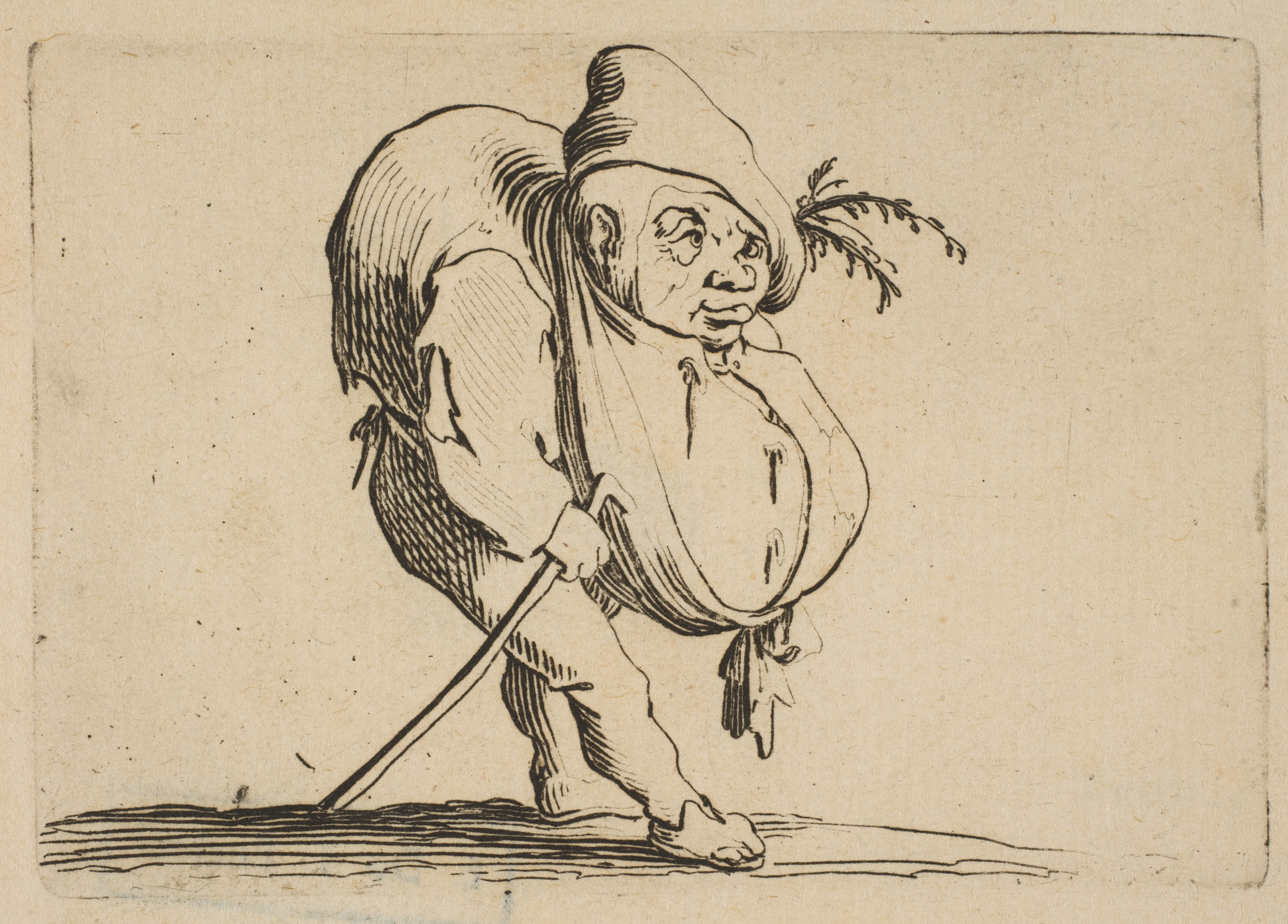
Bossu à la Canne par Jacques Callot.

On nomme populairement un(e) bossu(e) une personne atteinte d'une cyphose, ou cypho-scoliose très grave, avec gibbosité. Les diagnostics précoces, le traitement de la tuberculose, la rééducation et les opérations ont permis la quasi-disparition de ce genre d'affection dans les pays développés. La cyphose est une augmentation de la courbure thoracique.

## Quelques personnages bossus

### Histoire
- Ésope[1],
- Pépin le Bossu,
- Conan Ier de Bretagne[réf. nécessaire],
- Jeanne de France[réf. nécessaire],
- Louise de France[2]

### Arts, littérature
- L'écrivaine Paule Régnier était bossue, après avoir été atteinte à dix-huit mois d'une tuberculose osseuse[3].
- La fée Carabosse, bossue « à trente-six carats », c'est-à-dire vraiment très bossue[4].
- Francis Chérasse, dit « le Bombé », personnage du film La Soupe aux choux, interprété par Jean Carmet.
- Polichinelle, dans la Commedia dell'arte.
- Quasimodo, dans le roman Notre-Dame de Paris, de Victor Hugo ;
  - et ses nombreuses adaptations et interprètes, dont le long-métrage animé des studios Disney Le Bossu de Notre-Dame.
- Jean de Florette, (et sa fille Manon des Sources, surnommée la Manon du bossu par des villageois) dans les films et volets homonymes du roman L'Eau des collines de Marcel Pagnol.
- Fritz, dans le film Frankenstein. Ce personnage a donné naissance, par extension, au stéréotype du serviteur difforme (surnommé par convention « Igor »), souvent représenté dans les histoires d'épouvante comme l'assistant du savant fou.
- La Mayeux dans Le Juif errant, roman d'Eugène Sue.
- Le Bossu, double inventé par le chevalier de Lagardère pour lui-même, dans le roman éponyme de Paul Féval,
  - et ses différentes adaptations cinématographiques, télévisées et théâtrales.
- François le bossu, roman de la comtesse de Ségur.
- Rigoletto, le personnage principal de l'opéra éponyme de Verdi.
- Vonotar le Traître, apparaissant dans les volumes La Traversée Infernale et Les Grottes de Kalte de la série des livres-jeux Loup Solitaire.
- Diego, personnage principal de La Luxure et la Haine dans le no 18 de la Série Jaune éditée par Elvifrance.
- Dans la bande dessinée 300 de Frank Miller et son adaptation réalisée par Zack Snyder, Éphialtès est représenté sous les traits d'un bossu particulièrement difforme.
- Toine dans la nouvelle Naïs Micoulin d'Émile Zola, adaptée au cinéma par Raymond Leboursier et Marcel Pagnol sous le titre Naïs et incarné par Fernandel.
- Le Petit Bossu, comptine populaire pour enfants.
- María Blanchard, peintre espagnole.

## Expressions
- Rire comme un bossu,
- malin comme un bossu,
- « Un gêné, c'est un bossu » : dans certaines parties de la Belgique romane, signifie qu'il ne faut pas avoir honte pour quelque chose qui n'en vaut pas la peine, que seulement quelque chose de très grave comme une bosse est vraiment gênant.

## Superstitions
- Toucher la bosse d'un bossu est réputé donner chance.

## Toponymes
- Bossus-lès-Rumigny, commune des Ardennes
- Le Corcovado (« bossu » en portugais) est l'un des nombreux reliefs de la ville de Rio de Janeiro. Il est célèbre pour accueillir en son sommet la statue du Christ Rédempteur, l'un des principaux symboles de la ville et du pays.